# Гараничев, Евгений Александрович
Евге́ний Алекса́ндрович Гара́ничев (род. 13 февраля 1988, Новоильинский) — российский биатлонист, бронзовый призёр зимних Олимпийских игр 2014 года в индивидуальной гонке, заслуженный мастер спорта России, трёхкратный чемпион России, многократный призёр этапов Кубка мира.

## Ранние годы
В посёлке Новоильинский, где родился и вырос Евгений Гараничев, из спортивных секций была только лыжная, поэтому именно туда вслед за своим старшим сыном родители привели восьмилетнего Евгения. Так он начал заниматься лыжными гонками, причём весьма успешно.

### Семья
Отец — Александр Николаевич Гараничев, мастер по заточке инструмента на Пермском фанерном комбинате. Мать — Марина Сергеевна Гараничева, воспитатель в детском саду. Воспитывался в многодетной семье — есть старшие брат и сестра.
В августе 2013 года женился на своей девушке Людмиле. Свадьба прошла в Тюмени. 1 января 2016 года родился сын Евгений. 2 января 2018 года родился сын Андрей.

## Лыжные гонки
На первенстве мира в итальянском Мальсе он вместе с Андреем Феллером, Петром Седовым и Раулем Шакирзяновым стал первым в эстафете 4х5 км. А на чемпионате мира среди юниоров и молодёжи в итальянском городе Тарвизио в эстафете 4х5 километров квартет сборной России в составе Ивана Иванова, Дмитрия Васильева, Евгения Гараничева и Андрея Парфёнова завоевал второе место. Российские спортсмены уступили лыжникам из Швеции всего 0,3 секунды.

## Переход в биатлон
В биатлон Евгений Гараничев перешёл в 2008 году, когда ему было 20 лет по совету своего земляка Владимира Аликина. В Пермской области не было условий для развития лыж. Спортсменов даже не возили на сборы, не хватало спонсоров. Тогда юный лыжник обратился к В. А. Аликину, который познакомил его с Максимом Владимировичем Кугаевским, тренером биатлонистов Тюменской команды.

## Биатлонная карьера

### Сезон 2010/2011
Первый и весьма весомый успех пришёл к спортсмену на традиционных соревнованиях «Ижевская винтовка», где собрались сильнейшие стреляющие лыжники страны. Евгений занял почетное 4 место в индивидуальной гонке на 20 километров, а в спринте вошёл в десятку сильнейших. Благодаря этим результатам Е. Гараничев заслужил право выступать на Кубке Европы.
На Чемпионате России 2010 в Увате в спринте и преследовании был четвёртым, а в масс-старте стал бронзовым призёром.
В 2011 году дебютировал на этапе Кубка мира в Антерсельве. В первой спринтерской гонке занял 13 место. Дебют в эстафетных гонках в составе сборной России для Евгения выпал на 23 января 2011 года, когда он ушёл на 2 этап, приняв эстафету от Антона Шипулина. В итоге биатлонист на 1 огневом рубеже допустил 2 промаха (использовал 2 дополнительных патрона), затем на второй стрельбе использовал 1 дополнительный патрон, уходя на передачу эстафеты с 9.5 секундами отставания от Бьёрндалена. Проиграв на заключительном круге именитому норвежцу ещё 0.2 секунды, передал эстафету Андрею Маковееву. В итоговом протоколе сборная России расположилась на 4 месте, пропустив вперёд немцев, итальянцев и норвежцев. На Универсиаде 2011 Гараничев взял три медали: бронзу в спринте, бронзу в гонке преследования и серебро в смешанной эстафете.

### Сезон 2011/2012
5 января 2012 года впервые поднялся на подиум в Кубке мира в эстафетной команде — 2 место в Оберхофе. Состав эстафеты: Антон Шипулин , Евгений Гараничев , Евгений Устюгов и Алексей Волков.
20 января 2012 года выиграл первый в карьере личный подиум — 2 место в спринте в Антхольце.
2 февраля 2012 года в Хольменколлене в спринте завоевал первое золото в своей карьере. Второе место занял немец Арнд Пайффер, 3 место завоевал норвежец Эмиль Хегле Свендсен. Гараничев опередил немца на 0,7 секунды.
4 февраля 2012 года в гонке преследования в Хольменколлене Евгений Гараничев завоевал третье место.
5 февраля 2012 года в Хольменколлене Евгений Гараничев завоевал бронзовую медаль в масс-старте, допустив 2 промаха.

### Сезон 2012/2013
4 января 2013 года одержал победу в эстафетной гонке в составе Алексея Волкова , Антона Шипулина и Дмитрия Малышко на этапе Кубка мира в Оберхофе. Это первая победа Гараничева в эстафетных гонках.
5 января 2013 года занял второе место в спринте на этапе Кубка мира в Оберхофе.
6 января 2013 года занял второе место в гонке преследования на этапе Кубка мира в Оберхофе.
16 февраля 2013 года провалил стрельбу на третьем этапе в ходе эстафетной гонки сборной России на чемпионате мира по биатлону (пробежал два штрафных круга), в результате чего команда заняла только 4 место.
17 февраля 2013 года провалил участие в масс-старте. Упал в начале гонки, в результате занял 24 место.

### Сезон 2013/2014
В первой в сезоне индивидуальной гонке 28 ноября 2013 года Гараничев занял 47 место, допустив 6 промахов и отстав от победителя на 6 минут 42 секунды.
6 декабря 2013 года выступил в спринте на этапе Кубка мира в Хохфильцене, где допустил 2 промаха и занял 23 место, а в прошедшей 8 декабря 2013 года гонке преследования откатился на 34 место.
13 декабря 2013 года Гараничев принял участие в мужской эстафете, где выступил на третьем этапе и вместе с Иваном Черезовым, Александром Логиновым и Антоном Шипулиным одержал первую в сезоне победу. В последующих гонках Гараничев занял 23 и 9 места.
На этапе Кубка мира в Оберхофе занял 53 место в спринте и 49 место в гонке преследования.
11 декабря 2014 года на этапе Кубка мира в Рупольдинге выиграл первый подиум в сезоне — 3 место.
На этапе Кубка мира в Антхольце в спринте и преследовании занял 29 и 25 места соответственно.

#### Олимпийские игры 2014
Евгений Гараничев был включен в состав российской  команды для участия в XXII Зимних Олимпийских играх в Сочи.
8 февраля 2014 года Гараничев принял участие в первой в своей спортивной карьере гонке на Олимпийских играх. Он выступил в спринте, где допустил один промах и занял 27 место, отстав от победившего в гонке норвежца Уле-Эйнера Бьёрндалена на 1 минуту 9,5 секунд.
10 февраля 2014 года выступил в гонке преследования, где поднялся на 15 место, отстав с одним промахом от победителя Мартена Фуркада на 59,1 секунд.
13 февраля 2014 года Гараничев принял участие в индивидуальной гонке, где выиграл бронзовую медаль. Выигранная Гараничевым бронза в индивидуальной гонке стала единственной личной наградой мужской биатлонной сборной России на домашней Олимпиаде.
По результатам прошедших гонок Евгений квалифицировался в масс-старт, но плохая стрельба помешала побороться за медали, и он занял только 5 место.
Кандидатура Гараничева была одобрена тренерами для участия в смешанной эстафете, однако Евгений, как и на двух предыдущих чемпионатах мира, зашёл на штрафной круг. В итоге, в смешанной эстафете российская команда финишировала пятой, а после дисквалификации немецкой команды заняла в финишном протоколе четвёртое место.
В мужской эстафете Гараничев участия не принимал.

### Сезон 2014/2015
На шестом этапе Кубка мира в Антхольце в спринте Евгений занял второе место.
На том же этапе Кубка мира в гонке преследования занял третье место, уступив на финише Симону Шемпу 1,1 сек и Симону Эдеру 0,1 сек.

### Сезон 2018/2019
В 2019 году Гараничев занял второе место в индивидуальной гонке на чемпионате России, который проходит в Чайковском (Пермский край).Его результат составил 52 минуты 49,2 секунды.

## Сводная статистика
| # | Дата            | Место         | Вид      | Стрельба |
| - | --------------- | ------------- | -------- | -------- |
| 1 | 2 февраля 2012  | Хольменколлен | Спринт   | 0+0      |
| 2 | 4 января 2013   | Оберхоф       | Эстафета | 0+0 0+3  |
| 3 | 8 января 2015   | Оберхоф       | Эстафета | 0+1 0+1  |
| 4 | 15 февраля 2015 | Хольменколлен | Эстафета | 0+1 0+1  |
| 5 | 13 декабря 2015 | Хохфильцен    | Эстафета | 0+0 0+0  |
| 6 | 24 января 2016  | Антхольц      | Эстафета | 0+0 0+1  |
| 7 | 13 января 2019  | Оберхоф       | Эстафета | 0+0 0+0  |

| # | Дата            | Место         | Вид      | Стрельба | Сек   | Победитель        |
| - | --------------- | ------------- | -------- | -------- | ----- | ----------------- |
| 1 | 5 января 2012   | Оберхоф       | Эстафета | 0+2 0+3  | +6.1  | Италия            |
| 2 | 20 января 2012  | Антерсельва   | Спринт   | 0+0      | +18.2 | Фредрик Линдстрём |
| 3 | 5 января 2013   | Оберхоф       | Спринт   | 1+0      | +12.6 | Дмитрий Малышко   |
| 4 | 6 января 2013   | Оберхоф       | Преслед. | 0+0+0+1  | +42.1 | Дмитрий Малышко   |
| 5 | 20 января 2013  | Антерсельва   | Эстафета | 0+0 0+1  | +10.1 | Франция           |
| 6 | 20 марта 2014   | Хольменколлен | Спринт   | 0+0      | +13.9 | Яков Фак          |
| 7 | 22 января 2015  | Антерсельва   | Спринт   | 0+0      | +14.0 | Симон Шемпп       |
| 8 | 12 февраля 2015 | Хольменколлен | Индивид. | 0+0+0+0  | +14.2 | Мартен Фуркад     |
| 9 | 15 января 2016  | Рупольдинг    | Эстафета | 0+0 0+2  | +14.6 | Норвегия          |

| #  | Дата            | Место         | Вид        | Стрельба | Сек     | Победитель           |
| -- | --------------- | ------------- | ---------- | -------- | ------- | -------------------- |
| 1  | 4 февраля 2012  | Хольменколлен | Преслед.   | 0+0+1+1  | +36.3   | Арнд Пайффер         |
| 2  | 5 февраля 2012  | Хольменколлен | Масс-старт | 0+0+1+1  | +17.8   | Эмиль Хегле Свендсен |
| 3  | 12 января 2014  | Рупольдинг    | Преслед.   | 1+0+0+0  | +21.4   | Эмиль Хегле Свендсен |
| 4  | 13 февраля 2014 | Сочи          | Индивид.   | 0+1+0+0  | +34.5   | Мартен Фуркад        |
| 5  | 15 января 2015  | Рупольдинг    | Эстафета   | 0+1 0+0  | +8,4    | Норвегия             |
| 6  | 15 января 2015  | Антерсельва   | Преслед.   | 0+0+1+0  | +1.1    | Симон Шемпп          |
| 7  | 17 декабря 2015 | Поклюка       | Спринт     | 0+0      | +25.1   | Симон Шемпп          |
| 8  | 16 января 2016  | Рупольдинг    | Масс-старт | 0+0+0+1  | +13.1   | Эрик Лессер          |
| 9  | 21 января 2017  | Антерсельва   | Эстафета   | 0+3 0+0  | +33.6   | Германия             |
| 10 | 23 декабря 2018 | Нове-Место    | Масс-старт | 0+0+0+0  | +54.1   | Йоханнес Тинес Бё    |
| 11 | 8 февраля 2019  | Кэнмор        | Эстафета   | 0+0 0+3  | +1:48.4 | Норвегия             |

### Статистика выступлений на Кубке мира
| Результат                 | Инд | Спр | Пр | МС | Всего | Эст | См | ОдСм | Всего |
| ------------------------- | --- | --- | -- | -- | ----- | --- | -- | ---- | ----- |
| 1 место                   | -   | 1   | -  | -  | 1     | 6   | -  | -    | 7     |
| 2 место                   | 1   | 4   | 1  | -  | 6     | 3   | -  | -    | 9     |
| 3 место                   | 1   | 1   | 3  | 3  | 8     | 3   | -  | -    | 11    |
| 4-10 место                | 4   | 12  | 16 | 9  | 41    | 15  | 3  | 1    |       |
| 11-40 место               | 17  | 48  | 44 | 22 | 131   | -   | 1  | -    |       |
| Вне очков                 | 3   | 18  | 4  | -  | 25    | -   | -  | -    |       |
| Старты                    | 26  | 84  | 68 | 34 | 212   | 27  | 4  | 1    | 244   |
| после сезона 2020/2021(*) |     |     |    |    |       |     |    |      |       |

### Итоговое положение в зачёте индивидуальных дисциплин
| Дисциплина           | 2010/2011 | 2011/2012 | 2012/2013 | 2013/2014 | 2014/2015 | 2015/2016 | 2016/2017 | 2017/2018 | 2018/2019 | 2019/2020 | 2020/2021 |
| -------------------- | --------- | --------- | --------- | --------- | --------- | --------- | --------- | --------- | --------- | --------- | --------- |
| Индивидуальная гонка | −         | 19 (49)   | 42 (27)   | 28 (30)   | 9 (86)    | 8 (82)    | 14 (68)   | -         | 11 ()     | 15 (63)   | 16 (52)   |
| Спринт               | 67 (28)   | 12 (224)  | 12 (214)  | 26 (116)  | 6 (258)   | 11 (205)  | 20 (143)  | 31 (76)   | 21 ()     | 48 (47)   | 32 (85)   |
| Преследование        | −         | 13 (176)  | 7 (217)   | 18 (184)  | 9 (179)   | 8 (219)   | 14 (194)  | 27 (91)   | 18 ()     | 25 (64)   | 27 (81)   |
| Масс-старт           | 52 (17)   | 10 (136)  | 18 (101)  | − (0)     | 13 (117)  | 5 (153)   | 22 (90)   | 30 (45)   | 9 ()      | -         | 29 (42)   |
|                      |           |           |           |           |           |           |           |           |           |           |           |
| Общий зачёт          | 72 (45)   | 12 (585)  | 14 (559)  | 26 (330)  | 7 (635)   | 7 (659)   | 18 (495)  | 31 (212)  | 15 ()     | 32 (174)  | 27 (240)  |

### Статистика стрельбы
| Сезон          | 2008/2009 | 2009/2010 | 2010/2011 | 2011/2012 | 2012/13 | 2013/14 | 2014/15 | 2015/16 | 2016/17 | 2017/18 | 2018/19 | 2019/20 | 2020/21 |
| -------------- | --------- | --------- | --------- | --------- | ------- | ------- | ------- | ------- | ------- | ------- | ------- | ------- | ------- |
| Положение лежа | 66.25 %   | 70.29 %   |           | 82 %      |         |         |         |         |         | 85 %    | 93 %    | 91 %    | 89 %    |
| Положение стоя | 64.94 %   | 73.19 %   |           | 79 %      |         |         |         |         |         | 79 %    | 84 %    | 82 %    | 83 %    |
| Общая точность | 65.61 %   | 71.74 %   |           | 80,5 %    |         |         |         |         |         | 82 %    | 89 %    | 86 %    | 86 %    |

## Результаты выступлений в Кубке мира
| 2020/2021 Итоги | 2020/2021 Итоги | Контиолахти | Контиолахти | Контиолахти | Контиолахти | Контиолахти | Хохфильцен | Хохфильцен | Хохфильцен | Хохфильцен | Хохфильцен | Хохфильцен | Оберхоф | Оберхоф | Оберхоф | Оберхоф | Оберхоф | Оберхоф | Оберхоф | Антхольц | Антхольц | Антхольц | ЧМ Поклюка | ЧМ Поклюка | ЧМ Поклюка | ЧМ Поклюка | ЧМ Поклюка | ЧМ Поклюка | ЧМ Поклюка | Нове-Место | Нове-Место | Нове-Место | Нове-Место | Нове-Место | Нове-Место | Нове-Место | Эстерсунд | Эстерсунд | Эстерсунд |
| Очков           | Место           | Инд         | Спр         | Спр         | Эст         | Пр          | Спр        | Эст        | Пр         | Спр        | Пр         | МС         | Спр     | Пр      | См      | ОСм     | Спр     | Эст     | МС      | Инд      | МС       | Эст      | См         | Спр        | Пр         | Инд        | ОСм        | Эст        | МС         | Эст        | Спр        | Пр         | Спр        | Пр         | См         | ОСм        | Спр       | Пр        | МС        |
| 260             | 27              | —           | —           | —           | —           | —           | 29         | 4          | 14         | 13         | 25         | 21         | 60      | 54      | —       | —       | 44      | —       | —       | 14       | 30       | —        | —          | —          | —          | 16         | —          | —          | —          | —          | 37         | 46         | 30         | 32         | —          | —          | 11        | 12        | 21        |

| 2019/2020 Итоги | 2019/2020 Итоги | Эстерсунд | Эстерсунд | Эстерсунд | Эстерсунд | Эстерсунд | Хохфильцен | Хохфильцен | Хохфильцен | Анси | Анси | Анси | Оберхоф | Оберхоф | Оберхоф | Рупольдинг | Рупольдинг | Рупольдинг | Поклюка | Поклюка | Поклюка | Поклюка | ЧМ Антхольц | ЧМ Антхольц | ЧМ Антхольц | ЧМ Антхольц | ЧМ Антхольц | ЧМ Антхольц | ЧМ Антхольц | Нове-Место | Нове-Место | Нове-Место | Контиолахти | Контиолахти | Контиолахти | Контиолахти | Хольменколлен | Хольменколлен | Хольменколлен |
| Очков           | Место           | Сусм      | См        | Спр       | Инд       | Эст       | Спр        | Пр         | Эст        | Спр  | Пр   | МС   | Спр     | МС      | Эст     | Спр        | Эст        | Пр         | Сусм    | См      | Инд     | МС      | См          | Спр         | Пр          | Инд         | Сусм        | Эст         | МС          | Спр        | Эст        | МС         | Спр         | Пр          | Сусм        | См          | Спр           | Пр            | МС            |
| 174             | 32              | —         | —         | 29        | 11        | —         | 44         | 34         | —          | 29   | 36   | —    | 28      | —       | 4       | 53         | 4          | 22         | —       | —       | 35      | —       | —           | 56          | 34          | 14          | —           | 4           | —           | 41         | 4          | —          | 31          | 15          | отм         | отм         | отм           | отм           | отм           |

| 2018/2019 Итоги | 2018/2019 Итоги | Поклюка | Поклюка | Поклюка | Поклюка | Поклюка | Хохфильцен | Хохфильцен | Хохфильцен | Нове-Место | Нове-Место | Нове-Место | Оберхоф | Оберхоф | Оберхоф | Рупольдинг | Рупольдинг | Рупольдинг | Антхольц | Антхольц | Антхольц | Канмор | Канмор | Солт-Лейк-Сити | Солт-Лейк-Сити | Солт-Лейк-Сити | Солт-Лейк-Сити | ЧМ Эстерсунд | ЧМ Эстерсунд | ЧМ Эстерсунд | ЧМ Эстерсунд | ЧМ Эстерсунд | ЧМ Эстерсунд | ЧМ Эстерсунд | Хольменколлен | Хольменколлен | Хольменколлен |
| Очков           | Место           | Сусм    | См      | Инд     | Спр     | Пр      | Спр        | Пр         | Эст        | Спр        | Пр         | МС         | Спр     | Пр      | Эст     | Спр        | Эст        | МС         | Спр      | Пр       | МС       | Инд    | Эст    | Спр            | Пр             | Сусм           | См             | См           | Спр          | Пр           | Инд          | Сусм         | Эст          | МС           | Спр           | Пр            | МС            |
| 510             | 15              | 7       | —       | 36      | 22      | 24      | 50         | 39         | —          | 30         | 13         | 3          | 21      | 10      | 1       | 29         | 5          | 16         | 21       | 20       | 7        | 14     | 3      | 16             | DNS            | —              | —              | —            | 19           | 9            | 7            | —            | —            | 16           | 28            | 17            | 26            |

| 2017/2018 Итоги | 2017/2018 Итоги | Эстерсунд | Эстерсунд | Эстерсунд | Эстерсунд | Эстерсунд | Хохфильцен | Хохфильцен | Хохфильцен | Анси | Анси | Анси | Оберхоф | Оберхоф | Оберхоф | Рупольдинг | Рупольдинг | Рупольдинг | Антхольц | Антхольц | Антхольц | ОИ Пхёнчхан | ОИ Пхёнчхан | ОИ Пхёнчхан | ОИ Пхёнчхан | ОИ Пхёнчхан | ОИ Пхёнчхан | Контиолахти | Контиолахти | Контиолахти | Контиолахти | Хольменколлен | Хольменколлен | Хольменколлен | Тюмень | Тюмень | Тюмень |
| Очков           | Место           | Сусм      | См        | Инд       | Спр       | Пр        | Спр        | Пр         | Эст        | Спр  | Пр   | МС   | Спр     | Пр      | Эст     | Инд        | Эст        | МС         | Спр      | Пр       | МС       | Спр         | Пр          | Инд         | МС          | См          | Эст         | Спр         | Сусм        | См          | МС          | Спр           | Пр            | Эст           | Спр    | Пр     | МС     |
| 212             | 31              | —         | —         | 43        | 55        | 29        | 57         | 26         | —          | 19   | 24   | 19   | —       | —       | —       | 43         | —          | —          | 53       | 39       | —        | —           | —           | —           | —           | —           | —           | 46          | —           | —           | —           | 7             | 14            | —             | 23     | 23     | 18     |

| 2016/2017 Итоги | 2016/2017 Итоги | Эстерсунд | Эстерсунд | Эстерсунд | Эстерсунд | Эстерсунд | Поклюка | Поклюка | Поклюка | Нове-Место | Нове-Место | Нове-Место | Оберхоф | Оберхоф | Оберхоф | Рупольдинг | Рупольдинг | Рупольдинг | Антхольц | Антхольц | Антхольц | ЧМ Хохфильцен | ЧМ Хохфильцен | ЧМ Хохфильцен | ЧМ Хохфильцен | ЧМ Хохфильцен | ЧМ Хохфильцен | Пхёнчхан | Пхёнчхан | Пхёнчхан | Контиолахти | Контиолахти | Контиолахти | Контиолахти | Хольменколлен | Хольменколлен | Хольменколлен |
| Очков           | Место           | Сусм      | См        | Инд       | Спр       | Пр        | Спр     | Пр      | Эст     | Спр        | Пр         | МС         | Спр     | Пр      | МС      | Эст        | Спр        | Пр         | Инд      | Эст      | МС       | См            | Спр           | Пр            | Инд           | Эст           | МС            | Спр      | Пр       | Эст      | Спр         | Пр          | Сусм        | См          | Спр           | Пр            | МС            |
| 495             | 18              | —         | —         | 23        | 49        | 30        | 35      | 26      | —       | 41         | 11         | —          | —       | —       | —       | —          | 19         | 25         | 12       | 3        | 15       | —             | 10            | 20            | 20            | —             | 11            | 9        | 5        | 4        | 23          | 12          | —           | 4           | 8             | 9             | 8             |

| 2015/2016 Итоги | 2015/2016 Итоги | Эстерсунд | Эстерсунд | Эстерсунд | Эстерсунд | Эстерсунд | Хохфильцен | Хохфильцен | Хохфильцен | Поклюка | Поклюка | Поклюка | Рупольдинг | Рупольдинг | Рупольдинг | Рупольдинг | Рупольдинг | Рупольдинг | Антхольц | Антхольц | Антхольц | Канмор | Канмор | Канмор | Канмор | Преск-Айл | Преск-Айл | Преск-Айл | ЧМ Хольменколлен | ЧМ Хольменколлен | ЧМ Хольменколлен | ЧМ Хольменколлен | ЧМ Хольменколлен | ЧМ Хольменколлен | Ханты-Мансийск | Ханты-Мансийск |
| Очков           | Место           | Сусм      | См        | Инд       | Спр       | Пр        | Спр        | Пр         | Эст        | Спр     | Пр      | МС      | Спр        | Пр         | МС         | Инд        | Эст        | МС         | Спр      | Пр       | Эст      | Спр    | МС     | Сусм   | См     | Спр       | Пр        | Эст       | См               | Спр              | Пр               | Инд              | Эст              | МС               | Спр            | Пр             |
| 659             | 7               | —         | —         | 31        | 27        | 8         | 6          | 14         | 1          | 3       | 6       | 14      | 40         | 9          | 7          | 6          | 2          | 3          | 18       | 10       | 1        | 10     | 15     | —      | —      | —         | —         | —         | 7                | 6                | 11               | 8                | 6                | 23               | 29             | 14             |

| 2014/2015 Итоги | 2014/2015 Итоги | Эстерсунд | Эстерсунд | Эстерсунд | Эстерсунд | Хохфильцен | Хохфильцен | Хохфильцен | Поклюка | Поклюка | Поклюка | Оберхоф | Оберхоф | Оберхоф | Рупольдинг | Рупольдинг | Рупольдинг | Антхольц | Антхольц | Антхольц | Нове Место | Нове Место | Нове Место | Нове Место | Хольменколлен | Хольменколлен | Хольменколлен | ЧМ Контиолахти | ЧМ Контиолахти | ЧМ Контиолахти | ЧМ Контиолахти | ЧМ Контиолахти | ЧМ Контиолахти | Ханты-Мансийск | Ханты-Мансийск | Ханты-Мансийск |
| Очков           | Место           | См        | Инд       | Спр       | Пр        | Спр        | Эст        | Пр         | Спр     | Пр      | МС      | Эст     | Спр     | МС      | Эст        | Спр        | МС         | Спр      | Пр       | Эст      | Сусм       | См         | Спр        | Пр         | Инд           | Спр           | Эст           | См             | Спр            | Пр             | Инд            | Эст            | МС             | Спр            | Пр             | МС             |
| 640             | 7               | DSQ       | 15        | 5         | 11        | 34         | —          | 27         | 5       | 16      | 25      | 1       | 61      | 23      | 3          | 23         | 11         | 2        | 3        | 5        | —          | —          | 19         | 6          | 2             | 10            | 1             | —              | 6              | 22             | 35             | 4              | 11             | 33             | 36             | 12             |

| 2013/2014 Итоги | 2013/2014 Итоги | Эстерсунд | Эстерсунд | Эстерсунд | Эстерсунд | Хохфильцен | Хохфильцен | Хохфильцен | Анси | Анси | Анси | Оберхоф | Оберхоф | Оберхоф | Рупольдинг | Рупольдинг | Рупольдинг | Антхольц | Антхольц | Антхольц | Зимние Олимпийские Игры (*) | Зимние Олимпийские Игры (*) | Зимние Олимпийские Игры (*) | Зимние Олимпийские Игры (*) | Зимние Олимпийские Игры (*) | Зимние Олимпийские Игры (*) | Поклюка | Поклюка | Поклюка | Контиолахти | Контиолахти | Контиолахти | Хольменколлен | Хольменколлен | Хольменколлен |
| Очков           | Место           | См        | Инд       | Спр       | Пр        | Спр        | Эст        | Пр         | Эст  | Спр  | Пр   | Спр     | Пр      | МС      | Эст        | Инд        | Пр         | Спр      | Пр       | Эст      | Спр                         | Пр                          | Инд                         | МС                          | См                          | Эст                         | Спр     | Пр      | МС      | Спр         | Спр         | Пр          | Спр           | Пр            | МС            |
| 330             | 26              | —         | 46        | —         | —         | 23         | —          | 34         | DSQ  | 22   | 8    | 51      | 47      | —       | —          | 11         | 3          | 29       | 25       | —        | 27                          | 15                          | 3                           | 5                           | 4                           | —                           | 57      | 47      | —       | 36          | 31          | 29          | 2             | 8             | 6             |

| 2012/2013 Итоги | 2012/2013 Итоги | Эстерсунд | Эстерсунд | Эстерсунд | Эстерсунд | Хохфильцен | Хохфильцен | Хохфильцен | Поклюка | Поклюка | Поклюка | Оберхоф | Оберхоф | Оберхоф | Рупольдинг | Рупольдинг | Рупольдинг | Антхольц | Антхольц | Антхольц | ЧМ Нове-Место | ЧМ Нове-Место | ЧМ Нове-Место | ЧМ Нове-Место | ЧМ Нове-Место | ЧМ Нове-Место | Хольменколлен | Хольменколлен | Хольменколлен | Сочи | Сочи | Сочи | Ханты-Мансийск | Ханты-Мансийск | Ханты-Мансийск |
| Очков           | Место           | См        | Инд       | Спр       | Пр        | Спр        | Пр         | Эст        | Спр     | Пр      | МС      | Эст     | Спр     | Пр      | Эст        | Спр        | МС         | Спр      | Пр       | Эст      | См            | Спр           | Пр            | Инд           | Эст           | МС            | Спр           | Пр            | МС            | Инд  | Спр  | Эст  | Спр            | Пр             | МС             |
| 559             | 14              | —         | 19        | 19        | 9         | 45         | 13         | —          | 14      | 4       | 8       | 1       | 2       | 2       | 5          | 21         | 22         | 5        | 6        | 2        | —             | 19            | 28            | —             | 4             | 25            | —             | —             | —             | 36   | 29   | —    | 24             | 32             | 9              |

| 2011/2012 Итоги | 2011/2012 Итоги | Эстерсунд | Эстерсунд | Эстерсунд | Хохфильцен | Хохфильцен | Хохфильцен | Хохфильцен | Хохфильцен | Хохфильцен | Оберхоф | Оберхоф | Оберхоф | Нове-Место | Нове-Место | Нове-Место | Антхольц | Антхольц | Антхольц | Хольменколлен | Хольменколлен | Хольменколлен | Контиолахти | Контиолахти | Контиолахти | ЧМ Рупольдинг | ЧМ Рупольдинг | ЧМ Рупольдинг | ЧМ Рупольдинг | ЧМ Рупольдинг | ЧМ Рупольдинг | Ханты-Мансийск | Ханты-Мансийск | Ханты-Мансийск |
| Очков           | Место           | Инд       | Спр       | Пр        | Спр        | Пр         | Эст        | Спр        | Пр         | См         | Эст     | Спр     | МС      | Инд        | Спр        | Пр         | Спр      | МС       | Эст      | Спр           | Пр            | МС            | Спр         | Пр          | См          | См            | Спр           | Пр            | Инд           | Эст           | МС            | Спр            | Пр             | МС             |
| 585             | 12              | 10        | 63        | —         | 30         | 32         | —          | —          | —          | —          | 2       | —       | —       | 23         | 19         | 7          | 2        | 16       | 4        | 1             | 3             | 3             | 19          | 5           | —           | —             | 14            | 12            | —             | 6             | 9             | 15             | 25             | 10             |

| 2010/2011 Итоги | 2010/2011 Итоги | Эстерсунд | Эстерсунд | Эстерсунд | Хохфильцен | Хохфильцен | Хохфильцен | Поклюка | Поклюка | Поклюка | Оберхоф | Оберхоф | Оберхоф | Рупольдинг | Рупольдинг | Рупольдинг | Антхольц | Антхольц | Антхольц | Преск-Айл | Преск-Айл | Преск-Айл | Форт-Кент | Форт-Кент | Форт-Кент | ЧМ Ханты-Мансийск | ЧМ Ханты-Мансийск | ЧМ Ханты-Мансийск | ЧМ Ханты-Мансийск | ЧМ Ханты-Мансийск | ЧМ Ханты-Мансийск | Хольменколлен | Хольменколлен | Хольменколлен |
| Очков           | Место           | Инд       | Спр       | Пр        | Спр        | Пр         | Эст        | Инд     | Спр     | См      | Эст     | Спр     | МС      | Инд        | Спр        | Пр         | Спр      | МС       | Эст      | Спр       | См        | Пр        | Спр       | Пр        | МС        | См                | Спр               | Пр                | Инд               | Эст               | МС                | Спр           | Пр            | МС            |
| 45              | 72              | —         | —         | —         | —          | —          | —          | —       | —       | —       | —       | —       | —       | —          | —          | —          | 13       | 24       | 4        | —         | —         | —         | —         | —         | —         | —                 | —                 | —                 | —                 | —                 | —                 | —             | —             | —             |

## Награды и звания
- Медаль ордена «За заслуги перед Отечеством» II степени (24 февраля 2014 года) — за большой вклад в развитие физической культуры и спорта, высокие спортивные достижения на XXII Олимпийских зимних играх 2014 года в городе Сочи[21][22].
- Заслуженный мастер спорта России (14 февраля 2014 года)[23].
- Победитель в номинации «Лучший спортсмен 2007 года» краевого конкурса «Спортивная элита Прикамья»[24].